# Kallajärvi
Kallajärvi är en sjö i Finland. Den ligger i kommunen Pudasjärvi i landskapet Norra Österbotten, i den centrala delen av landet, 600 km norr om huvudstaden Helsingfors. Kallajärvi ligger 99,6 meter över havet. Arean är 71 hektar och strandlinjen är 3,78 kilometer lång. Sjön  ingår i Kiminge älvs huvudavrinningsområde. 